# خاندان تاکاتوئو
خاندان تاکاتوئو (به ژاپنی: 高遠氏 たかとおし)، یکی از خاندان‌های ژاپنی بود. . یکی از اعضای خاندان سووا از زیارتگاه ایچینومیا سووا، ولایت شینانو است و بومی ولایتی است که در اطراف تاکاتوئو، ناحیه اینا، ناگانو، ولایت شینانو (شهر تاکاتوئو کنونی، شهر اینا، ناگانو، استان ناگانو) متمرکز شده است.